# Чоки Нима Ринпоче
Чоки Нима Ринпоче (англ. Chokyi Nyima Rinpoche) (род. 1951) — родился в восьмой день седьмого месяца лунного календаря. Первый сын Тулку Ургена Ринпоче семьи Цангсар, которая многие поколения является держателем редкой линии Баром Кагью.
В 18 месяцев Чоки Нима — «Солнце Дхармы» — был узнан XVI Кармапой как семнадцатое воплощение Ламы Дрикунг Кагью, Гар Друбчена, тибетского сиддхи и духовной эманации Нагарджуны, индийского буддийского философа II века.

## Биография
После того как Чоки Нима был узнан XVI Кармапой, он был возведён в должность настоятеля монастыря Дронг Ген Тубчен Дарге Линг в Нгакчунге, Центральный Тибет, где выполнял роль Мастера Дхармы для 500 монахов.
После вторжения Китая в Тибет в 1959 году Чоки Нима вместе с родителями и младшим братом Чоклинг Ринпоче иммигрировали в Ганток, Сикким. В юношеском возрасте он поступил в школу для юных Лам в Далхаусе, Индия. В возрасте 13 лет он поступил в монастырь Румтек, основную резиденцию школы Кагью тибетского буддизма и провёл там 11 лет, изучая Карма Кагью, Дрикунг Кагью и Ньингма традиции под руководством таких великих мастеров, как Его Святейшество XVI Гьялва Кармапа, Его Святейшество Дилго Кьенце Ринпоче и Тулку Урген Ринпоче. В раннем возрасте Тулку Чоки Нима Ринпоче получил звание Кхенпо.
В 1974 году Тулку Чоки Нима покинул Румтек, в котором он был личным помощником Кармапы и присоединился к своему отцу и младшему брату Чоклингу Ринпоче в Непале, в Боднатхе, где по распоряжению XVI Кармапы они основали монастырь Канинг Шедруб Линг, поблизости от великой ступы Джарунг Кхашор. После завершения строительства в 1976 году, он был назначен XVI Кармапой настоятелем этого монастыря. Его Святейшество рекомендовал Тулку Чоки Нима направить свои усилия на обучение Западных практикующих учеников.
В 1980 году Чоки Нима Ринпоче и его отец Тулку Урген Ринпоче совершили поездку по США, Европе, и Юго-Восточной Азии, даруя учения Дзогчен и Махамудры, а также посвящения огромному количеству людей.
В 1981 году Тулку Чоки Нима Ринпоче основал институт «Раджунг Еше» для обучения буддизму и позже издательство «Раджунг Еше», которое опубликовало множество переводов его учений и комментариев.
С 1977 года Ринпоче даёт наставления по практике медитации всё большему числу западных учеников, вокруг него сложилась сильная команда переводчиков на английский язык. Когда позволяет его насыщенное расписание, Ринпоче открывает двери и даёт еженедельные учения для практикующих, и каждую осень проводит семинар Дхармы с переводом на английский язык.

Чоки Нима Ринпоче под Санкт-Петербургом прогуливается с Борисом Гребенщиковым

## Визиты в Россию
- 1994 год — Ретрит в Москве.
- 1998 год — Санкт-Петербург.
- 2000 год — Ретрит в Кунсангаре (Посвящения Тринлей Ньингпо, Ваджракилаи, Сангва Еше).
- 2002 год — Ретрит в Марфино (Посвящение Тринлей Дринпо, Мавей Сенге).
- 2003 год — Ретрит в Кунсангаре (Посвящение Дзамбалы, Гуру Деваченпо).
- 2004 год — Ретрит в Санкт-Петербурге (Посвящение Гуру Деваченпо).
- 2004 год — Ретрит на ВДНХ (Посвящение Гуру Деваченпо).
- 2005 год — Ретрит в Кунсангаре (Посвящение Ваджрасатвы и Ваджракилаи).
- 2006 год — Ретрит в Салюте (Посвящение Кунзан Туктик).
- 2007 год — Ретрит в Салюте с 14 по 18 сентября.
- 2008 год — Ретрит в Салюте.
- 2009 год — Ретрит в Салюте с 10 по 16 октября.
- 2010 год — Ретрит в ск Лужники/Самурай (Кунзан Тугтик)
- 2011 год — Ретрит в Тубтен Линг
- 2012 год — Ретрит в Тубтен Линг
- 2013 год — Ретрит в Тубтен Линг
- 2015 год — Ретрит в Тубтен Линг (Учение по трём текстам Махамудры).
- 2017 год — Ретрит в Тубтен Линг.

## Переведенные книги
- «Единство Махамудры и Дзогчена»
- «Песня Кармапы»
- «Путеводитель по жизни и смерти Архивная копия от 18 августа 2007 на Wayback Machine» — переведена с английского на русский Борисом Гребенщиковым
- «Неоспоримая истина»
- «Субботние лекции»
- «Учения о предварительных практиках»
- «Всегда присутствующая свежая пробуждённость»